# کاربردهای اشکال افعال انگلیسی
این مقاله کاربرد اشکال مختلف فعل در زبان استاندارد مدرن انگلیسی (انگلیسی: Uses of English verb forms) را شرح می‌دهد. کاربردهای در نظر گرفته شده عبارتند از بیان زمان (مرجع زمانی)، جنبه، حالت و صدا، در حالت‌های مختلف.

## آینده در گذشته
آینده در گذشته (به انگلیسی: future in the past) در زبان انگلیسی برای بیان عملی استفاده می‌شود که در گذشته فکر می‌کردیم در آینده رخ خواهد داد (رخ دادن یا ندادن آن اهمیتی ندارد). آینده در گذشته با دو ساختار would و was/were going to ساخته می‌شود.

### آینده در گذشته با going to
اگر در زمان گذشته برای انجام عملی در آینده برنامه ریخته بودیم و اکنون داریم دربارهٔ آن برنامه و کار سخن می‌گوییم آینده در گذشته با going to را به کار می‌بریم. در فارسی از «قرار بود» یا «می‌رفت که» برای ترجمه این جمله‌ها استفاده می‌کنیم.
He was going to watch the movie yesterday.
او دیروز قرار بود (می‌رفت که) آن فیلم را نگاه کند.
Jane said Sam was going to bring his sister with him, but he came alone.
«جین» گفت «سم» قرار بود (می‌رفت که) خواهرش را با خود بیاورد ولی او تنها آمد.

### آینده در گذشته با would
آینده با فعل would برای بیان قول یا تعهد یا کارهای داوطلبانه به کار می‌رود. پس از would فعل به صورت ساده می‌آید.
He promised he would send a postcard from Egypt.
او قول داد که او یک کارت پستال از مصر بفرستد.
I knew Julie would make dinner.
من می‌دانستم «جولی» شام درست خواهد کرد.

### آینده در گذشته پیوسته
ساختار این زمان با would/should افزون بر be و شکل ing فعل اصلی ساخته می‌شود. برای بیان کاری دنباله‌دار و فراروندی که در زمان گذشته قصد انجام شدنش را داشتیم و اکنون می‌خواهیم دربارهٔ آن سخن گوییم، آینده در گذشته پیوسته را به کار می‌بریم. برای پیش‌بینی کردن دربارهٔ رویدادی که در گذشته امکان رخ دادن داشت نیز زمان آینده در گذشته به کار می‌بریم.
He said that he would be practicing the piano during the following week.
او گفت که او در طی هفته آینده پیانو تمرین خواهد کرد.
If you flew by plane, you would be taking a risk.
اگر با هواپیما پرواز کردید، شما ریسکی را گرفته‌اید.

## حال کامل استمراری
در انگلیسی، زمان حال کامل پیوسته (Present Perfect Continuous) برای بیان عملی که از گذشته شروع شده و فرایند آن تا زمان کنونی ادامه داشته یا تاثیرش روی زمان کنونی باقی مانده استفاده می‌کنیم. تفاوت این زمان با حال کامل (فرساخت) در این است که در حال فرساخت پیوسته، تأکید بر فراروند و دنباله‌دار بودن کار است. برای نمونه: .Tom has been coming (تام می‌آمده‌است. یا تام داشته می‌آمده)
در فارسی از (می + مادهٔ گذشته + شناسه) یا («داشتن» به گذشتهٔ کامل + می+ حال کامل) استفاده می‌کنیم. برای نمونه:
I have been going.
من می‌رفته‌ام. یا من داشته‌ام می‌رفته‌ام.
برای حال کامل استمراری فعل to be از being در انتهای زنجیره فعلی صرف نظر می‌شود:
she has been chatty

#### کاربردها
۱. برای تأکید کردن روی فرایند عمل یا طول عملی که در گذشته انجام شده‌است و تا کنون ادامه پیدا کرده‌است.
Aaron has been repairing cars since he was 16 years old.
«آرون» از وقتی ۱۶ ساله بود ماشین تعمیر می‌کرده‌است (داشته‌است تعمیر می‌کرده‌است).
۲. برای بیان کارهایی که در گذشته آغازیده و به احتمال بسیار تا زمان آینده هم دنباله می‌یابد یا اثرش باقی می‌ماند. این نوع کاربرد را می‌توان در پاسخ به پرسش‌های "از کی… ؟" یا "چند وقت… ؟" به کار برد.
He has been working in this garage for 10 years.
او ده سال است که در این گاراژ کار می‌کرده‌است.
یا او برای ۱۰ سال در این گاراژ داشته کار می‌کرده.
۳. برای بیان کنشی که تمام شده اما اثر کار تا زمان کنونی باقی مانده‌است.
As he has been changing tyres all morning, his clothes are dirty now.
زیرا او همه صبح داشته‌است لاستیک عوض می‌کرده‌است، اکنون لباس‌هایش چرکین اند.
در نمونه بالا، اثرِ (یعنی چرک بودن پوشاک در زمان کنونی) کاری که در گذشته انجام شده (عوض کردن لاستیک در زمان گذشته)، با زمان کنونی آمده‌است.

## گذشته استمراری
در انگلیسی، زمان گذشته پیوسته (Past Continuous) برای بیان افعالی در گذشته به کار می‌رود که در یک بازه زمانی برای مدتی ادامه داشته‌اند. در زمان گذشته استمراری زمان دقیق انجام فعل در گذشته و طول تداوم آن عمل اهمیتی ندارد. در زمان گذشته استمراری اغلب فعل انجام شده در زمان پیش از صحبت گوینده روی می‌داده‌است. برای نمونه: .Ali was coming (علی داشت می‌آمد)
در فارسی از (می + بن گذشته + شناسهٔ گذشته) یا («داشتن» به گذشتهٔ ساده + گذشتهٔ ناتمام) استفاده می‌کنیم. برای نمونه:
I was going.
من می‌رفتم. یا من داشتم می‌رفتم.

### کاربردها
- نشان دادن یک عمل یا روند زمان‌دار در گذشته (عملی که برای مدتی در گذشته انجام می‌شده).
- اتفاقاتی که در یک زمان در گذشته اتفاق افتاده.
- یک عمل یا روند زماندار که به وسیله یک عمل دیگر متوقف شده‌است.

نمونه:
Ann was in her car. She was on her way to work. She was driving to work.
I was reading newspaper.
Where was Margaret? 'She was having a bath.'
ان در خودرویَش بود. او در راهَش به محل کار بود. او داشت به محل کار رانندگی می‌کرد (می‌راند).
من داشتم روزنامه می‌خواندم.
مارگارت کجا بود؟ او داشت حمام می‌کرد.
نمونه:
Tom and Jenifer were talking in a cafe. Tom said: I was reading an interesting book last week.
I was studing French in Londen.
تام و جنیفر در یک کافه داشتند صحبت می‌کردند. تام گفت: هفته پیش داشتم یه کتاب جالب می‌خواندم.
من در لندن داشتم فرانسه‌ای می‌خواندم.
ما زمان حال استمراری را برای تغییراتی که در زمان گذشته رخ می‌داده به کار می‌بریم. نمونه:
The population of the world was rising very fast.
Was your English getting better?
جمعیت جهان خیلی تند داشت افزایش می‌یافت.
آیا انگلیسی‌اَت داشت بهتر می‌شد؟

### ساختار گرامری
الگوی کلی زمان گذشته استمراری:
Subject + was/were + Verb(infinitive without TO) + ing + object
نمونه:
.I was driving in the evening
.We were watching TV in the morning
من در آن سرشب داشتم رانندگی می‌کردم.
ما در آن بامداد داشتیم تی‌وی نگاه می‌کردیم.
فعل‌های was , were فعل‌های کمکی این زمان هستند.
برای جمله منفی زمان گذشته استمراری weren’t و wasn’t به کار می‌رود.
برای پرسشی کردن زمان گذشته استمراری نیز فعل (کارواژه)های was و were را در نخست جمله می‌گذاریم.

## گذشته کامل استمراری
در انگلیسی، زمان گذشته کامل پیوسته (Past Perfect Continuous) برای نشان دادن کاری‌ست که در گذشته پیش از زمان گذشته دیگری شروع شده و فراروندش تا آن زمان ادامه داشته‌است. برای نمونه: .Tom had been coming (تام می‌آمده بود. یا تام داشت می‌آمده بود)
در فارسی از (می + ماده گذشته (فعل گذشته + ه) + «بودن» به گذشتهٔ ساده) یا («داشتن» به گذشته ساده + می+ گذشته کامل) استفاده می‌کنیم. برای نمونه:
I had been going.
من می‌رفته بودم. یا من داشتم می‌رفته بودم.

### کاربردها
برای بیان کردن کاری در گذشته که تا مدت زمانی پیوسته دنباله داشته و در گذشته پایان یافته‌است، زمان گذشته فرساخت پیوسته به کار می‌بریم. تأکید این زمان روی فراروند و دنباله‌دار بودن آن کار است.
She had been practicing for a very long time in order to play the piece so well.
او برای یک زمان بسیار دراز داشت می‌ورزیده بود (تمرین می‌کرده بود) تا بتواند آن تکه را بسیار خوب بنوازد.
معمولاً می‌توان جمله‌های گذشته فرساخت پیوسته را بدون تغییر دادن معنایش در زمان گذشته فرساخت آورد. نمونه بالا را اکنون در زمان گذشته کامل (past perfect) ببینید که مفهوم یکسانی با نمونه بالا دارد.
She had practiced for a very long time in order to play the piece so well.
او برای یک زمان بسیار دراز تمرین کرده بود (ورزیده بود) تا بتواند آن تکه را به خوبی بنوازد.

### نمونه
انجام کاری در گذشته، پیش از یک کار دیگر (با تأکید بر پیوستگی):
He said he had been mowing the lawn all that morning.
او گفت او همه آن صبح چمن را می‌زده بود (داشت چمن می‌زده بود).
He said he hadn’t been watching the telly all that morning.
او گفت او همه آن صبح تِلی (تلویزیون) را نگاه نمی‌کرده بود.
How long had he been moving the lawn when you met him?
چند وقت داشت چمن می‌زده بود وقتی تو او را دیدار کردی؟
They had been working for the same company for a long time before they changed jobs.
آن‌ها (ایشان) برای زمانی دراز برای همان کمپانی داشتند کار می‌کرده بودند پیش از این‌که آن‌ها شغل‌شان را تغییر بدهند.
They hadn’t been working for a restaurant for a short time before they changed jobs.
آنها برای زمانی کوتاه برای یک رستوران کار نمی‌کرده بودند پیش از این که شغل‌شان را تغییر دهند.
Had they been working for that media company for a long time before they changed jobs?
آیا آن‌ها برای زمانی دراز برای همان کمپانی رسانه‌ای کار می‌کرده بودند پیش از اینکه شغل‌شان را تغییر دهند؟
They had been living in New York before they moved to Liverpool city.
آن‌ها در نیویورک زندگی می‌کرده بودند پیش از این‌که آن‌ها به لیورپول شهر بروند.
They hadn’t been living in Paris before they moved to Liverpool.
آن‌ها در پاریس زندگی نمی‌کرده بودند پیشتر که آن‌ها به لیورپول بروند.
How long had they been living in York before they moved to Liverpool?
چند وقت در نیویورک داشتند زندگی می‌کرده بودند پیش از این‌که آن‌ها به لیورپول جابه‌جا شوند؟

## آینده ساده
در انگلیسی، زمان آینده ساده (Future Simple) برای صحبت دربارهٔ اتفاقاتی که در آینده رخ خواهد داد همراه با Will و be going to استفاده می‌شود. 

در فارسی از («خواستن» به حال ساده + مصدر بریده) استفاده می‌کنیم. برای نمونه:
I will go.
من خواهم رفت.

### نمونه
I will read that book.
من آن کتاب را خواهم خواند.
She will buy a gift for her boyfriend.
او برای دوست‌پسرش یک هدیه خواهد خرید.

### کاربرد
۱_ تصمیمات آنی و ناگهانی
۲_تصمیمات شخصی (نظر_فرض_امید_تردید)
۳_قول دادن
a door knock.i'll open it(تصمیمات ناگهانی)
France will win in UEFA champions league(نظر شخصی)
I'll come tomorrow to see you in park(قول دادن)
ساختار جمله با will
ساختار جملات:
مثبت: you will call me
منفی: you will not (won't) call me
سؤالی:?will you call me

## آینده استمراری
در انگلیسی، زمان آینده پیوسته (Future Continuous) یکی از زمان‌های پرکاربرد در زبان انگلیسی است.
در فارسی از (می + «خواستن» به حال ساده + مصدر بریده) استفاده می‌کنیم. برای نمونه:
I will be going.
من می‌خواهم رفت.

### کاربردها
۱. برای بیان اعمالی ادامه‌دار و پروسه‌ای در زمان آینده از زمان آینده استمراری استفاده می‌کنیم. برای نمونه:
In an hour she will be sitting at her table with her friends. They will be talking. They will be playing bingo.
در یک ساعت او با دوستانش پشت میزش می‌خواهد نشست. آن‌ها حرف می‌خواهند زد. آن‌ها بینگو بازی می‌خواهند کرد.
۲. برای بیان اعمالی که گوینده از وقوع آن اطمینان دارد و وقوع آن عمل را منطقی می‌داند. برای نمونه:
She will be seeing Charles, a good-looking man she met there last week.
او «چارلز» را می‌خواهد دید، یک مرد خوش‌تیپ که او هفته پیش آن‌جا دیدار کرد.
۱- آینده استمراری عملی ر ابیان می‌کند که در نقطه‌ای از آینده در حال‌انجام گرفتن است. (at a given time)
Don’t call my roommate tonight between 7 and 11. He will be studying for a test in reading.
امشب میان ۷ تا ۱۱ به هم‌اتاقی‌ام زنگ نزن. او برای یک آزمون در خوانش می‌خواهد خواند.
This time next term he'll be taking engineering courses.
این وقت (زمان) ترمِ پس (بعدی)، او دوره‌های مهندسی می‌خواهد گرفت.
۲- آینده استمراری همچنین عملی را بیان می‌کند که به صورت استمرار در زمان‌های مختلف درآینده اتفاق خواهد افتاد. (different times)
I’ll be giving surprise quizzes from time to time.
من از گاه به گاه آزمونک‌های سورپریزی می‌خواهم داد.
۳- آینده استمراری عملی را بیان می‌کند که در یک‌وقت نامعینی درآینده اتفاق خواهد افتاد. (unknown time – indefinite time)
I feel that I will be hearing from her soon.
من حس می‌کنم که من به‌زودی ازش می‌خواهم شنید.
این همسنجی را ببینید:
A) I am seeing Tom at the office tomorrow
من تام را فردا در دفتر می‌بینم.
B) I will be seeing Tom at the office
من تام را در دفتر می‌خواهم دید.
جمله A نشان می‌دهد که گوینده و تام خودخواسته و از پیش با یک‌دیگر قرار ملاقات گذاشته‌اند؛ درحالی که جمله B نشان می‌دهد که گوینده و تام به‌طور عادی یک‌دیگر را می‌ببیند و شاید هم همکار همدیگر باشند.
۴- اغلب آینده استمراری را موقعی به کارمی بریم که از کسی بخواهیم کاری برایمان انجام دهد یا راجع به قصد مردم سؤال کنیم.
Will you be using your bicycle this evening?
No, you can take it.
آیا تو این شامگاه دوچرخه‌ات را به کار می‌خواهی گرفت؟
نه، تو می‌توانی آن را بگیری.
این همسنجی را ببینید:
Will you see him tomorrow?
می‌شود فردا او را ببینید؟ (خواهش)
(آیا تو فردا او را خواهی دید؟)
Will you be seeing him tomorrow?
ممکن است فردا او را ببینید؟ (احتمالاً)
(آیا تو فردا او را می‌خواهی دید؟)
۵- به جای فعل آینده استمراری از ترکیب فعلی زیر نیز می‌توان استفاده کرد:
am, is, are + going to be + -ing
He is going to be watching you.
(او می‌رود که بیننده تو باشد)
او تو را تماشا می‌خواهد کرد.
۶- جمله‌های آینده‌های استمراری با قیدهای time, until, till,if , as, while, when در الگوی زیر به کارمی روند.
جمله قیدی حال ساده یا حال استمراری ــ جمله اصلی (آینده استمراری)
I'll be coming home while you are getting dinner ready.

### نمونه
پیوستگی کاری در آینده:
This time tomorrow we will be flying to Los Angeles.
این وقت فردا ما به لس آنجلس پرواز می‌خواهیم کرد.
We won’t be traveling to New York.
ما به نیویورک سفر نمی‌خواهیم کرد.
I won't be driving to Azadi st. afternoon.
من بعد از ظهر به خ. آزادی نمی‌خواهم راند.
Where will we be flying?
کجا ما پرواز می‌خواهیم کرد؟
I will be drinking beer next month.
من ماهِ پس آبجو می‌خواهم نوشید.
You‘ll be doing housework with me at 6 tomorrow.
تو کارِ خانه را در فردا ۶ با من می‌خواهی کرد.
You won’t be playing piano.
تو پیانو نمی‌خواهی نواخت.
What will you be doing at 8 tomorrow?
چه می‌خواهید کرد در ساعت ۸ فردا؟
I‘ll be playing handball from 7 to 9.
من از ۷ تا ۹ هندبال بازی می‌خواهم کرد.
I won’t be playing football at six.
من در ۶ فوتبال بازی نمی‌خواهم کرد.
When will I be playing tennis?
کِی تنیس بازی می‌خواهم کرد؟
Who will be playing basketball next week?
کی بسکتبال بازی می‌خواهد کرد هفته پس؟

## آینده کامل استمراری
در انگلیسی، زمان آینده کامل پیوسته (Future Perfect Continuous) برای بیان فراروند و کاری دنباله‌دار که تا زمانی مشخص در آینده اتفاق خواهد افتاد استفاده می‌شود. این زمان کاربرد چندانی در انگلیسی ندارد، زیرا که بیشتر این مفهوم را با آینده فرساخت بیان می‌کنند. برای نمونه: .Tom will have been coming (تام می‌آمده خواهد بود)

### کاربردها
برای بیان کاری ادامه‌دار که دارای حالت فراروندی و بادنباله است و در گذشته آغازیده و پیوسته تا زمانی در آینده دنباله خواهد داشت، زمان آینده فرساخت پیوسته را به کار می‌بریم.
By 8 o’clock, I will have been using my computer for 3 hours.
تا ساعت ۸، من برای ۳ ساعت از رایانه‌ام استفاده می‌کرده خواهم بود.

### نمونه
استمرار کاری که قرار است تا زمان خاصی در آینده ادامه یابد:
We will have been staying here for a week tomorrow.
فردا ما برای یک هفته این‌جا می‌مانده خواهیم بود. / فردا یک هفته می‌شود (خواهد شد) که اینجا هستیم. (امروز ششمین روز است، فردا هفتمین روز می‌شود).
How long will she have been staying there?
چند وقت او آن‌جا می‌مانده خواهد بود؟ /چند وقت می‌شود (خواهد شد) که او آنجاست؟
Tom will have been studying for two hours by the time his friend arrives.
تام برای دو ساعت درس می‌خوانده خواهد بود زمانی که دوستش برسد. / تام (برای) دو ساعت درس‌خوانده خواهد بود، زمانی که دوستش می‌رسد.
(تا زمانی که دوستش (دوستِ تام) برسد، او (تام) دو ساعت درس می‌خواند).
You will have been living here in Germany for thirty years by this time next year.
این زمان، سال آینده، شما (تو) برای سی‌سال این‌جا در آلمان زندگی می‌کرده خواهید بود (خواهی بود). / این زمان، سال آینده، سی‌سال می‌شود که شما (تو) اینجا در آلمان زندگی کرده‌اید (کرده‌ای). (اکنون بیست‌ونه‌سال شده‌است که در آلمان زندگی می‌کنید، سال آینده در این زمان، سی‌سال خواهدشد).
I‘ll have been playing the guitar for three years 6 months later.
(من) ۶ ماهِ دیگر، برای سه‌سال گیتار می‌نواخته خواهم بود. /(من) ۶ ماهِ دیگر، سه‌سال می‌شود (خواهد شد) که گیتار می‌نوازم. (اکنون کمتر از سه‌سال است که گیتار می‌نوازم، ۶ ماه دیگر، سه‌سال می‌شود).